# Adenoid

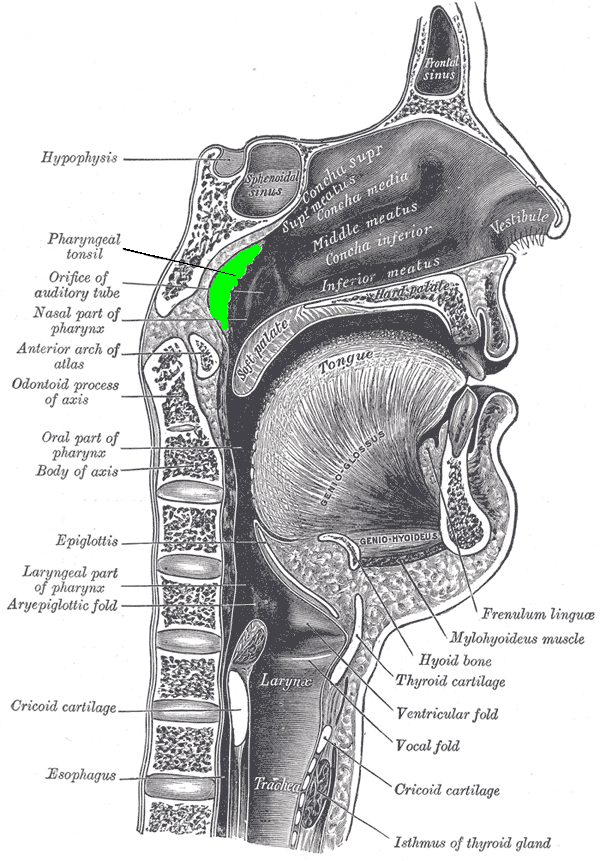
Adenoid

Adenoid (från grekiskans aden = körtel och eidos = utseende, alltså körtelliknande), även körteln bakom näsan, men också det missvisande "polyp" förekommer, ansamling av lymfatisk vävnad som finns i barndomen i nässvalgets (lat. nasofarynx) bakvägg. 
Den är kraftigt utvecklad under fosterperioden och under tidig barndom men tillbakabildas senare.
Den är liksom tonsillerna verksam i uppbyggnaden av immunförsvaret.
En stor adenoid (adenoidhypertrofi, veg ad) kan orsaka andningsbesvär såsom sömnapné, snarkningar och munandning. Den kan också göra att örontrumpeterna inte kan öppna sig, vilket kan leda till öroninflammation. En stor adenoid kan även orsaka klangförändringar i talet.
Man kan behöva ta bort adenoiden/delar av den. Detta kallas abrasio ("skrapning"). Vid gomspalt bör största försiktighet vidtagas om det anses nödvändigt med abrasio.